# Jalalaqsi
Jalalaqsi – miasto w środkowo-południowej Somalii; w regionie Hiraan; 10 279 mieszkańców (2005). Jest stolicą okręgu Jalalaqsi.